# Half as Much
"Half as Much" – popowy standard, napisany przez Curleya Williamsa w 1951 roku. Po raz pierwszy piosenka została nagrana przez Hanka Williamsa w 1952 roku. Wersja ta uplasowała się na pozycji #2 Billboard Hot Country Songs. Utwór wykonywany był od tego czasu przez bardzo wielu artystów, wśród których byli m.in.: Rosemary Clooney (1992), Patsy Cline (1962), Ray Charles (1962), Eddy Arnold (1964), Sharon Redd (1968), Petula Clark (1974), Emmylou Harris (1992), Cake (1998) i Van Morrison (2006).

## Pozycje na listach
Wersja Hanka Williamsa
| Rok  | Notowanie                   | Pozycja |
| ---- | --------------------------- | ------- |
| 1952 | Billboard Hot Country Songs | #2      |

Wersja Rosemary Clooney
| Rok  | Notowanie         | Pozycja |
| ---- | ----------------- | ------- |
| 1952 | Billboard Hot 100 | #1      |
| 1952 | UK Singles Chart  | #3      |